# Fabrice Pancrate
Fabrice Pancrate (* 2. Mai 1980 in Paris) ist ein französischer Fußballspieler. Momentan steht er beim FC Nantes unter Vertrag. Er spielt auf der Position des Außenstürmers und ist dabei auf beiden Seiten einsetzbar. Außerdem spielt er im offensiven Mittelfeld.

## Karriere
Pancrate begann seine Karriere 1999 beim französischen Amateurklub CS Louhans-Cuiseaux, wo er bis 2000 aktiv war. In besagtem Jahr wechselte er zum damaligen Erstligisten EA Guingamp, wo er jedoch nur sechs Partien absolvierte. Nach nur zwei Jahren verließ er wieder den Verein und wechselte in die zweite Liga, wo er bei UC Le Mans anheuerte. Hier spielte er regelmäßig und stieg nach nur einer Saison mit den Rot-Gelben ins Oberhaus auf. Den Abstieg seines Teams konnte er jedoch nicht verhindern, wobei er selbst jedoch vor dem erneuten Gang in die Zweitklassigkeit gerettet wurde: Sein Heimatklub Paris Saint-Germain war auf ihn aufmerksam geworden. Hier war er wie in Le Mans ein wichtiger Leistungsträger, bis er in der Saison 2006/2007 nur noch spärlich zum Einsatz kam. Als Resultat daraus ließ er sich zur Rückrunde an den spanischen Abstiegskandidaten Betis Sevilla ausleihen. Bei seinem Debüt in der Primera División traf er direkt im Spiel gegen Athletic Bilbao, drei Minuten nachdem er eingewechselt wurde. Mit den Spaniern schaffte er den Klassenerhalt und kehrte zur neuen Saison nach Paris zurück. Beim PSG nahm er in der Saison 2008/09 die Rolle des Jokers ein: Bei seinen 20 Einsätzen wurde er 15-mal eingewechselt. Nachdem sein Vertrag bei Paris St. Germain nicht mehr verlängert wurde, unterzeichnete er am 21. November 2009 bei Newcastle United. Bei Newcastle absolvierte Pancrate insgesamt sechzehn Ligaspiele in der Football League Championship, konnte sich jedoch nicht für einen Stammplatz empfehlen und wurde zum Saisonende im Juni 2010 nicht weiterverpflichtet.